# Honda CMX 1100 Rebel
Die Honda CMX 1100 Rebel ist ein Cruiser-Motorrad des japanischen Herstellers Honda Motor Co., Ltd.

## Geschichte
Im Jahr 2021 kam die Honda CMX 1100 Rebel auf den Markt, nachdem das „kleinere Schwestermodell“ Honda CMX 500 Rebel schon seit 2016 gut verkauft wurde. Sie hat einen ähnlichen Motor wie die Honda CRF 1100 L Africa Twin. Im Jahr 2023 folgte die Touring-Version CMX 1100 Rebel T.

## Antrieb

### Motor
Der flüssigkeitsgekühlte Zweizylinder-Viertakt-Reihenmotor mit 1084 cm³ Hubraum leistet 64 kW (87 PS) bei einer Drehzahl von 7000/min. Das maximale Drehmoment erreicht 98 Nm bei 4750/min. Die Bohrung beträgt 92 mm, der Hub 81,5 mm; die Verdichtung 10,1 : 1. Die Kurbelzapfen sind um 90° versetzt. Eine obenliegende Nockenwelle betätigt die Einlassventile über Tassenstößel und die Auslässe über Rollenkipphebel.

### Fahrwerk
Die 43 mm Cartridge-Gabel vorn am Stahlrohrrahmen hat eine einstellbare Federvorspannung. An der Schwinge hinten sind zwei Federbeine mit Ausgleichsbehältern, mit ebenfalls einstellbarer Federvorspannung. An beiden Rädern sitzt je eine Scheibenbremse.

### Getriebe
Die CMX 1100 Rebel ist wahlweise mit einem Sechsgang-Schaltgetriebe oder einem Sechsgang-Doppelkupplungsgetriebe lieferbar. Letzteres kann automatisch schalten oder die  Gänge werden manuell mit einem Schalthebel links am Lenker gewechselt.

### Fahrleistungen und Verbrauch
Die Höchstgeschwindigkeit liegt bei 160 km/h.
Mit einem Tankinhalt von 13,6 Litern und einem Durchschnittsverbrauch von 4,9 Liter/100 km nach dem World Motorcycle Test Cycle (WMTC) ergibt sich eine Reichweite von ungefähr 280 Kilometern.

## CMX 1100 Rebel T
Die Honda CMX 1100 Rebel T unterscheidet sich von der normalen Honda CMX 1100 Rebel durch zusätzliche Ausstattungsmerkmale und Zubehör, die sie tourentauglicher machen. Die wesentlichen Unterschiede sind:
- Windschutzscheibe: Die Rebel T ist mit einer wirksameren Windschutzscheibe ausgestattet, die mehr Komfort bei längeren Fahrten bietet.
- Seitenkoffer: Die Rebel T hat seitliche Gepäckkoffer mit insgesamt 35 Liter Stauraum.[9]

## Ausstattung
Das Motorrad hat einen 3-Liter-Stauraum unter dem Sitz einschließlich Steckdose.

## Neuzulassungen
Von Januar bis August 2023 wurden 919 Honda CMX 1100 Rebel in Deutschland zugelassen, was in diesem Zeitraum Platz 26 der häufigsten Zulassungen aller Motorradmodelle in Deutschland bedeutet.